# Initiative populaire « tendant à empêcher des abus dans la formation des prix »
L'initiative populaire fédérale « tendant à empêcher des abus dans la formation des prix » est une initiative populaire suisse, approuvée par le peuple et les cantons le 28 novembre 1982.

## Contenu
L'initiative propose d'ajouter un nouvel article 31sexies à la Constitution fédérale, précisant la responsabilité de la Confédération pour la surveillance des prix fixés par les « entreprises et organisations qui occupent une position dominante sur le marché, notamment par les cartels et organisations analogues de droit public ou de droit privé ». Le texte complet de l'initiative peut être consulté sur le site de la Chancellerie fédérale.

## Déroulement

### Contexte historique
Le 20 décembre 1972, un arrêté fédéral urgent est accepté par le Parlement pour surveiller pendant trois ans les prix et les salaires afin de lutter contre une surchauffe conjoncturelle au besoin en faisant baisser le prix de force. Devant la hause continuelle de l'inflation, cette disposition est modifiée peu de temps après pour être prolongée jusqu'en 1978 tout en se concentrant uniquement sur la surveillance des prix, et non plus des bénéfices et des salaires.
L'initiative est lancée quelques mois après la fin de cet arrêté par un groupement de plusieurs associations de consommateurs dans le but de pérenniser cette disposition.

### Récolte des signatures et dépôt de l'initiative
La récolte des 100 000 signatures nécessaires par le comité Konsumentinnenforum der deutschen Schweiz und des Kantons Tessin s'est déroulée entre le 5 septembre 1978 et le 5 mars 1980. Le 18 juin 1979, elle a été déposée à la chancellerie fédérale qui l'a déclarée valide le 20 juillet 1979.

### Discussions et recommandations des autorités
Le parlement et le Conseil fédéral recommandent le rejet de cette initiative. Cependant, le Conseil fédéral propose un contre-projet qui propose une surveillance conjoncturelle des prix, appliquée uniquement en période inflationniste et limitée dans le temps ; ce contre-projet s'appliquerait à l'ensemble de l'économie et non seulement, comme demandé par l'initiative, aux cartels et aux entreprises dominantes uniquement.

### Votation
Soumise à la votation le 28 novembre 1982, l'initiative est acceptée par 16 2/2 cantons et par 56,1 % des suffrages exprimés. Le tableau ci-dessous détaille les résultats par cantons :
Le contre-projet, quant à lui, est rejeté par la totalité des cantons et par une majorité de 65.3 % des votes.

## Effets
Le 20 décembre 1985, la loi d'application appelée « loi sur la surveillance des prix » (LSPr), est approuvée par le Parlement et entre en vigueur le 1er juillet 1986. Cette loi fixe en particulier le rôle de l'office fédéral de la surveillance des prix et de son responsable, appelé « Monsieur Prix ».
La loi sera revue le 1er octobre 1991, à la suite du dépôt d'une nouvelle initiative par les associations de consommateurs de la Suisse romande et du Tessin. Cette initiative demande d'inclure les crédits dans le champ d'action de la loi et que l'office puisse émettre et publier des recommandations pour les prix fixes. La modification de la loi reprenant l'ensemble de ces éléments, à l'exception du droit de publication des recommandations, les initiants décidèrent de retirer leur initiative.
Lors de la célébration de ses 20 ans d'existence en 2006, l'office a mis en avant plusieurs résultats obtenus dans la dissolution des cartels (dont le prix de vente minimum de la bière mis en place par la société suisse des brasseurs et la fédération suisse des cafetiers, restaurateurs et hôteliers en 1989), dans la publication de comparaison de prix (dans le domaine des médicaments en 1996 ou de l'électricité en 2003) ou dans l'intervention directe dans la formation des prix de vente (tels que pour les tarifs des notaires ou le marché du livre).